# Codice ATC D04
Il codice ATC D04 "Antipruriginosi, inclusi antistaminici, anestetici, etc" è un sottogruppo del sistema di classificazione Anatomico Terapeutico e Chimico, un sistema di codici alfanumerici sviluppato dall'OMS per la classificazione dei farmaci e altri prodotti medici. Il sottogruppo D04 fa parte del gruppo anatomico D, farmaci per l'apparato tegumentario.
Codici per uso veterinario (codici ATCvet) possono essere creati ponendo la lettera Q di fronte al codice ATC umano: QD04... I codici ATCvet senza corrispondente codice ATC umano sono riportati nella lista seguente con la Q iniziale.
Numeri nazionali della classificazione ATC possono includere codici aggiuntivi non presenti in questa lista, che segue la versione OMS.

## D04A Anti-prurito, inclusi antistaminici, anestetici, etc.

### D04AA Antistaminici per uso topico
D04AA01 Tonzilamina
D04AA02 Mepiramina
D04AA03 Tenalidina
D04AA04 Tripelennamina
D04AA09 Cloropiramina
D04AA10 Prometazina
D04AA12 Tolpropamina
D04AA13 Dimetindene
D04AA14 Clemastina
D04AA15 Bamipina
D04AA16 Feniramina
D04AA22 Isotipendile
D04AA32 Difenidramina
D04AA33 Difenidramina metilbromuro
D04AA34 Clorfenoxamina

## D04AB Anestetici per uso topico
D04AB01 Lidocaina
D04AB02 Cincocaina
D04AB03 Oxibuprocaina
D04AB04 Benzocaina
D04AB05 Chinisocaina
D04AB06 Tetracaina
D04AB07 Pramocaina
QD04AB51 Lidocaina, associazioni